# Паранеї
Паране́ї (рос. Паранеи, ерз. Паранеи) — село у складі Атяшевського району Мордовії, Росія. Входить до складу Сабанчеєвського сільського поселення.
Стара назва — Параней.

## Населення
Населення — 35 осіб (2010; 54 у 2002).
Національний склад (станом на 2002 рік):
- росіяни — 98 %